# Bosanski Petrovac

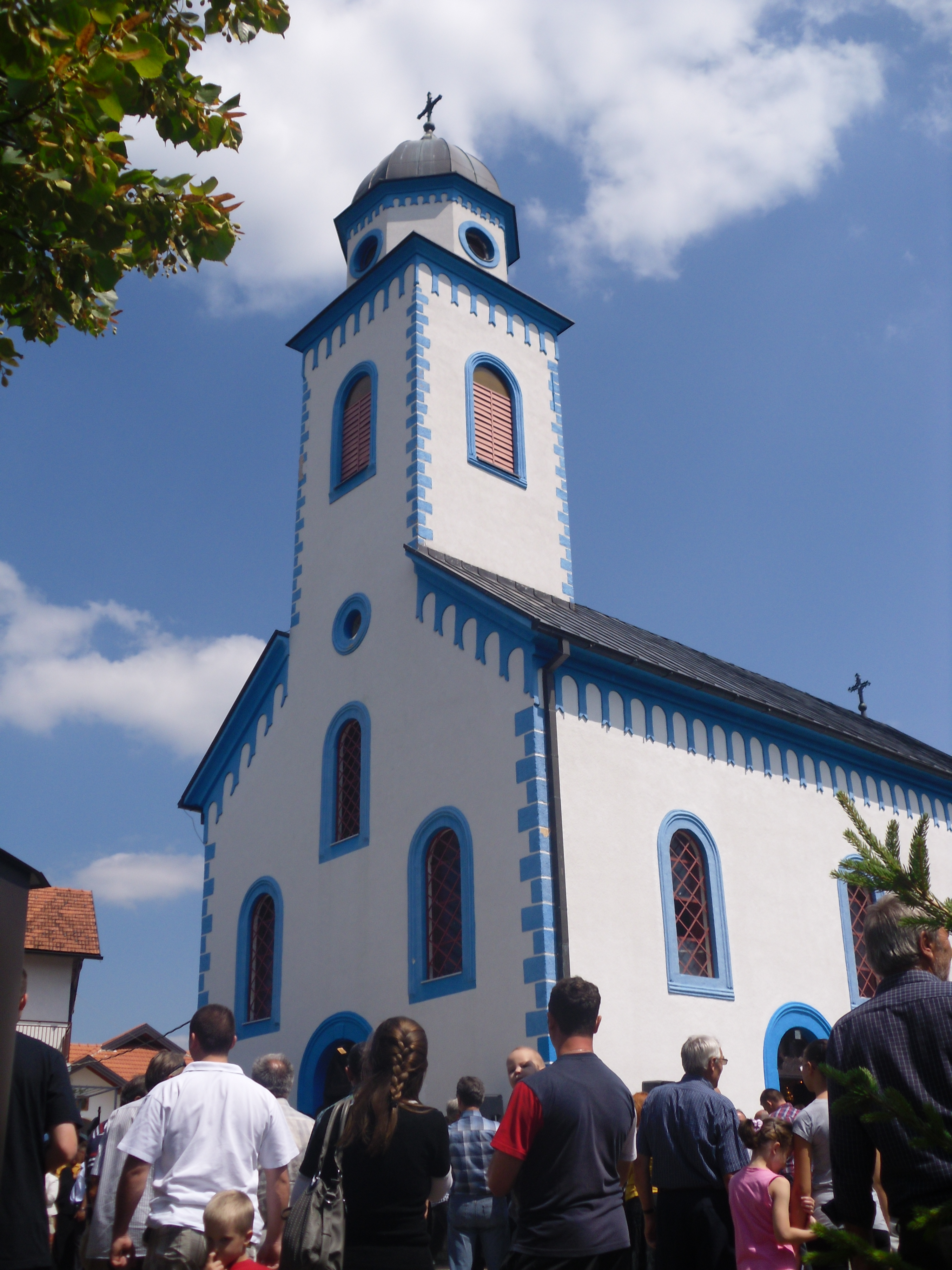
Kerk

Bosanski Petrovac (Servisch: Босански Петровац) is een stad in het westen van Bosnië en Herzegovina. Het is ook de naam van de gemeente. De stad en gemeente maken deel uit van de Federatie van Bosnië en Herzegovina en het Una-Sana kanton.

## Bevolking

### Heden
In 2003 was het inwoneraantal van Bosanski Petrovac gedaald naar 8151 inwoners, waaronder:
- 67% Bosniakken
- 33% Serven

In 2005, was die indeling veranderd naar:
- 46% Bosniakken
- 54% Serven

### Gemeente
| Census | totaal | Serven         | Bosniakken    | Kroaten    | Joegoslaven   | overig      |
| ------ | ------ | -------------- | ------------- | ---------- | ------------- | ----------- |
| 1991   | 15621  | 11694 (74,86%) | 3288 (21,04%) | 48 (0,30%) | 366 (2,34%)   | 255 (1,44%) |
| 1981   | 16374  | 11129 (67,96%) | 2893 (17,66%) | 49 (0,29%) | 2071 (12,64%) | 232 (1,41%) |
| 1971   | 18597  | 14941 (80,34%) | 3315 (17,82%) | 76 (0,40%) | 154 (0.82%)   | 111 (0,59%) |

### Stad
De stad zelf had in 1991 5381 inwoners:
- 2,678 - 49,76% Bosniakken
- 2,345 - 43,57% Serven
- 28 - 0,52% Kroaten
- 253 - 4,70% Joegoslaven
- 77 - 1,45% overig

## Geschiedenis
De nederzetting bestaat al sinds de Romeinse tijd. Het was veroverd door het Ottomaanse Rijk tussen 1520 en 1530. Gedurende de Tweede Wereldoorlog was het een Partizaanse nederzetting, die vlak bij Drvar lag, wat Titos hoofdkwartier was.
Gedurende de Bosnische Oorlog, was de gemeente bezet door het Servische leger. Er werd daar etnische zuivering gepleegd tegen de moslims, Kroaten en andere niet-Servische inwoners van de stad.
Vandaag de dag wonen er veel Bosnische vluchtelingen, uit andere delen van het land, in de stad samen met een grote Servische meerderheid die terug is gekeerd naar de stad.